# オツコロカトニ
オツコロ カトニ（Otukolo Katoni、1982年8月23日 - ）は、日本のラグビー指導者。現在ジャパンラグビーリーグワン日本製鉄釜石シーウェイブスのアシスタントコーチを務めている。

## プロフィール
- トンガ・ファカカカイ出身[1]。
- ポジションはセンター(CTB)。
- 身長 187 cm、体重 110 kg
- ニックネームはトニー。
- 日本代表通算キャップ数は3。
- 7人制日本代表に選ばれたことがある[2]。

## 来歴
ラグビーを始めた動機は「神様のお告げから」だと語る。
2002年、埼工大深谷高校卒業後、埼玉工業大学に入学する。
2006年、埼玉工業大学卒業後、クボタスピアーズに加入。同年10月7日に行われたジャパンラグビートップリーグ第5節のリコーブラックラムズ戦にて途中出場で公式戦初出場を果たす。
2008年、日本国籍を取得。
2019年、クリーンファイターズ山梨に加入。
2020年、クリーンファイターズ山梨を退団した。